# Josué (nombre)
Josué es un nombre propio masculino teofórico de origen arameo (יהושע Yehōšūa (escuchar)ⓘ tiberiano Yŏhōšua).

## Etimología
Josué significa "Yahveh es salvación", aunque también  se ha interpretado como "Yahveh es Señor", Yahveh es el nombre propio más frecuente en el Tanaj para Dios en el judaísmo, y por extensión en las religiones judeocristianas.
El elemento teofórico Yahu/Yaho (יהו YHW) se contraía al comienzo de un nombre con Yō (יו YW), tras un cambio fonológico en el hebreo, los fonemas guturales se debilitaron, incluida la H (ה), para el momento que se adaptaron los nombres al griego (YHW y YW) era prácticamente homofonos "Yō" (יהו Yŏhō / יו Yō). Con la pérdida de "ה" los nombres sufrieron un cambio cuando fueron llevados al griego, por ejemplo; Judea (en hebreo bíblico: יהודה Yaû'dâ) se escribió Ἰουδαία [i_u'daía] y יהושע Yaû'šūa en arameo Yaó'šūa se escribió como Yō'sua o Yō'sué. La forma corta de Yaho (יהו YHW) es la yod (י) que se lee Ye, de ahí apareció su variante Yešūa (ישוע), mientras el elemento teofórico Yaho (יהו YHW) se pronunció Ye_o es decir, sin el sonido gutural "ה". Finalmente, tanto como Josué (יהושע Yŏhōšua) como Yešwa (ישוע Yešua) se estandarizó en Jesús (Ἰησοῦς Iēsoûs).
En el Tanaj (Antiguo Testamento) el apócope "Yešua" se menciona unas 30 veces, y la manera completa "Yehōšūa" aparece cerca de 100.

## En la Biblia
Josué/Jesús es un nombre común en el Tanaj, ya que este forma una oración con Yah, dios nacional de los reinos de Israel y Judá durante la Edad del Hierro, se vuelve frecuente durante la era post-exílica, acompañado del verbo "salvar". 
- Josué, colaborador y sucesor de Moisés (Números 13:8-16).
- Josué, morador de Bet-semes, propietario del campo donde llevaron el Arca del Pacto (1.º de Samuel 6:14).
- Josué, gobernador de Jerusalén bajo el reinado de Josías (2.º de Reyes 23:8).
- Josué, sumo sacerdote hijo de Josadac (Esdras 3:2-9).

Por otro lado, en el canon de la Septuaginta (el Tanaj traducido al griego)  יְהוֹשֻעַ "Jesús" se traduce como Iēsoûá que llegó al español como Josué. En el Nuevo Testamento escrito en griego se menciona como Iēsoûs, la "S" es una partícula que indica varón,  cuando se tradujo la Biblia (Tanaj y Neo testamento griego) en latín , La Vulgata, se menciona como Iesvs. En las ramas idiomáticas del latín, la "v" es completamente reubicada y su sonido remplazado por la "u" y la I por la variante J, quedando finalmente como Jesús. Por lo tanto, Jesús es una aproximación griega, mientras Josué es una aproximación hebrea.

## Variantes
| Variantes en otros idiomas  | Variantes en otros idiomas |
| --------------------------- | -------------------------- |
| Español, Francés, Portugués | Josué                      |
| Alemán, Sueco               | Josua                      |
| Checoslovaco, Polaco        | Jozue                      |
| Danés, Noruego              | Josva                      |
| Malayo                      | Joshua                     |
| Árabe                       | يوشع                       |
| Azerí                       | Yuşə                       |
| Catalán                     | Josuè                      |
| Coreano                     | 여호수아                   |
| Croata                      | Jošua                      |
| Finés                       | Joosua                     |
| Gallego                     | Xosué                      |
| Hebreo                      | יהושע                      |
| Indonesio                   | Yusha                      |
| Inglés                      | Joshua                     |
| Italiano                    | Giosuè                     |
| Japonés                     | ヨシュア                   |
| Lituano                     | Jozuė                      |
| Rumano                      | Iosua                      |
| Tagalo                      | Josue                      |
| Turco                       | Yuşa                       |

## Santoral
La celebración del santo de Josué se corresponde con el día 1 de septiembre.